# Jerzy Kopeczny

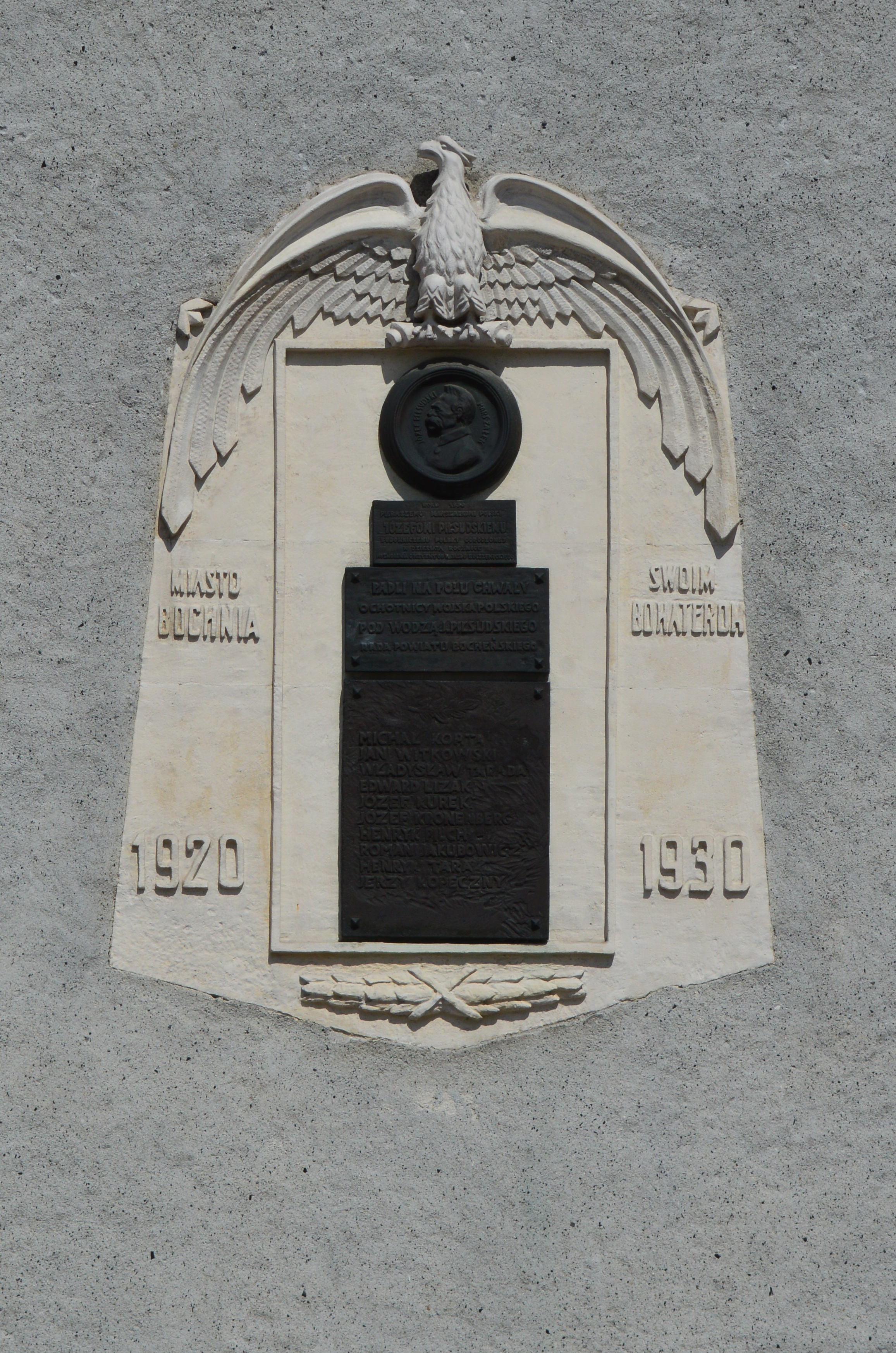
Tablica pamiątkowa na ścianie frontowej budynku starostwa w Bochni

Jerzy Kopeczny vel Kopetschny (ur. 1 listopada 1899 w Bochni, zm. 21 maja 1920 w Mściżu) – kapral Wojska Polskiego, kawaler Orderu Virtuti Militari.

## Życiorys
Urodził się 1 listopada 1899 w Bochni, w rodzinie Emila, inspektora policji, i Heleny z domu Christ. 22 lutego 1917 jako uczeń IV klasy bocheńskiego gimnazjum zgłosił się ochotniczo do Legionów Polskich, a po ich rozwiązaniu został członkiem Polskiej Organizacji Wojskowej w Bochni. W grudniu 1917, unikając aresztowania, wyjechał do Polskiego Korpusu Posiłkowego w Bolechowie.
W 1918 wstąpił do odrodzonego Wojska Polskiego. W szeregach 3. kompanii 4 pułku piechoty Legionów walczył na frontach wojny polsko-bolszewickiej. 21 maja 1920 podczas walk nad Berezyną pod Helmówkiem, dowodząc plutonem wyprowadził kontratak i tym samym umożliwił bezkolizyjne wycofanie się kompanii. Sam został ranny i do końca rzucając granaty osłaniał odwrót swych podkomendnych. Jednak osłabiony wysiłkiem i upływem krwi już nie zdołał się wycofać i został przez bolszewików zakłuty bagnetami. Za dzielność na polu walki został pośmiertnie odznaczony Krzyżem Srebrnym Orderu Virtuti Militari.
Nazwisko i imię Jerzego Kopecznego zostało wyryte na kamiennej tablicy „Miasto Bochnia swoim Bohaterom 1920–1930”, umieszczonej na ścianie frontowej budynku starostwa w Bochni.

## Ordery i odznaczenia
- Krzyż Srebrny Orderu Virtuti Militari nr 5170 – pośmiertnie 28 lutego 1922[8][9]
- Medal Niepodległości – pośmiertnie 16 marca 1937 „za pracę w dziele odzyskania niepodległości”[10][3]